# Order Plejady
Order Plejady (fr. Ordre de la Pléiade) – odznaczenie międzynarodowe ustanowione w 1976 przez Zgromadzenie Parlamentarne Frankofonii (Assemblée parlementaire de la Francophonie), nadawane za zasługi.

## Historia i zasady nadawania
Order został ustanowiony w Luksemburgu w 1976 na założycielskim posiedzeniu Zgromadzenia Parlamentarnego Frankofonii w celu „uhonorowania osób, które za sprawą wybitnych dokonań wyróżniły się, służąc idei współpracy i przyjaźni frankofońskiej”. Nazwa odznaczenia upamiętnia „Plejadę” – grupę szesnastowiecznych poetów francuskich, w skład której wchodzili m.in. Pierre de Ronsard, Joachim du Bellay i Jean-Antoine de Baïf.

## Stopnie orderu
Ordre de la Pléiade dzieli się na pięć klas:
- Krzyż Wielki (Grand Croix)
- Wielki Oficer (Grand Officier)
- Komandor (Commandeur)
- Oficer (Officier)
- Kawaler (Chevalier)

## Insygnia
Odznaką orderu jest srebrna (lub brązowa w stopniu kawalerskim) gwiazda o siedmiu ramionach obustronnie emaliowanych na niebiesko. Na środku gwiazdy znajduje się okrągły medalion. Na awersie widnieje na nim róża wiatrów, którą otacza pierścień o srebrnych krawędziach, pokryty niebieską emalią. Na pierścieniu, okolonym siedmioma pięcioramiennymi, srebrnymi gwiazdkami, umieszczono napis: „Pléiade • Ordre de la Francophonie”, złożony wersalikami. Rewers medalionu ukazuje wizerunek luksemburskiego Mostu Adolfa. Most ów symbolizuje jedność świata francuskojęzycznego.
Wstążki orderu są koloru niebieskiego z umieszczonymi skrajnie dwoma wąskimi, żółtymi paskami. Wstążka stopnia oficerskiego orderu jest uzupełniona rozetką.